# Všetaty (powiat Rakovník)
Všetatyⓘ (niem. Wschetat) – miejscowość i gmina (obec) w Czechach, w kraju środkowoczeskim, w powiecie Rakovník. W 2022 roku liczyła 318 mieszkańców.